# Traianus fóruma
A császárkori Róma VIII. Forum Romanum regiójának része volt. Augustus fórumához csatlakozott északnyugat felől. A Quirinalis-domb oldalában az ugyancsak Traianus által építtetett vásárcsarnokban folytatódott.
A császárok fórumai közt legnagyobb és legdíszesebb volt Traianus fóruma, a Forum Trajani, melynek terveit a damaszkuszi Apollodórosz készítette.  I. sz. 112-113-ban avatták fel, időrendben utolsóként a császári fórumok között. A 116 méter hosszú, 95 méter széles kőburkolatú teret három oldarlól kétsoros oszlopcsarnok, portikusz vette körül, aminek hátfalát márványlapok fedték. Augustus fóruma felől diadalkapu vezetett ide. A tér közepén állt Traianus aranyozott bronz lovasszobra. Az area mögött állt az öthajós, keleties díszítésű hatalmas Basilica Ulpia, ahová három márványlépcső vezetett fel. Mellette két könyvtárépület a Bibliotheca Ulpia állott, az egyikben római, a másikban görög szerzők műveit helyezték el. A két könyvtár közötti téren állt a daciai háborúk történetét szalagszerűen egymás mellé helyezett jelenetekben, művészileg kidolgozott domborművekkel megörökítő, 100 római láb (29,5 m) magas Traianus-oszlop (Columna Trajani), melynek tetején a császár aranyozott bronzszobra állt (most Szent Péter apostol szobra látható rajta), később pedig tövében helyezték el a Traianus hamvait rejtő arany urnát, aminek aztán Róma egyik kirablásakor veszett nyoma.
Később Hadrianus megtoldotta e fényes épületcsoportot északnyugat felől Divus Traianus templomával. E fórum létesítésekor lehetett először sima úton átmenni a Forum Romanumról a Mars-mezőre (campus Martius), ahova azelőtt csak a clivus Argentarius vezetett.